# 大成建設

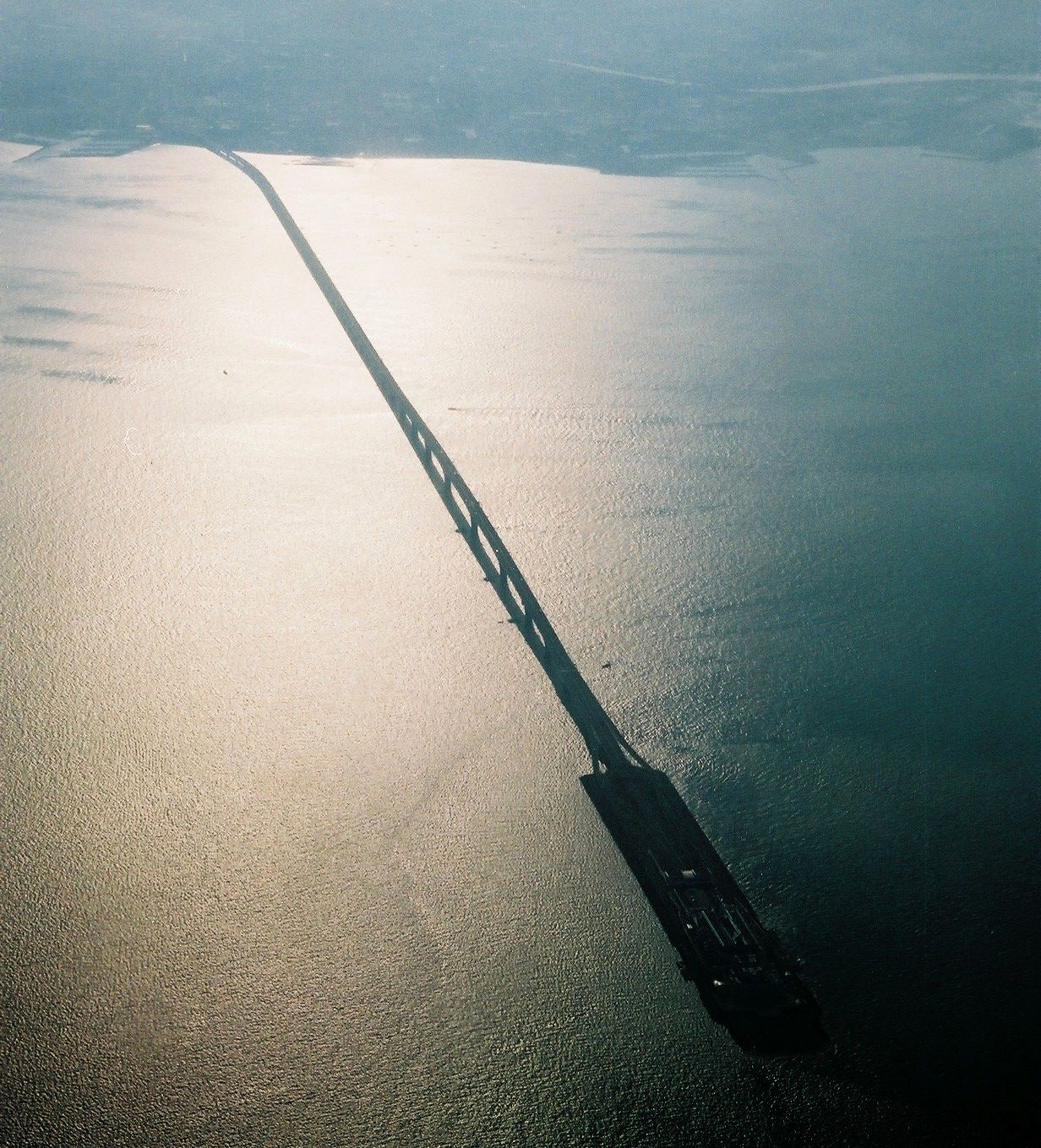
大成建設的工程實績：橫貫日本東京灣的東京灣橫斷道路

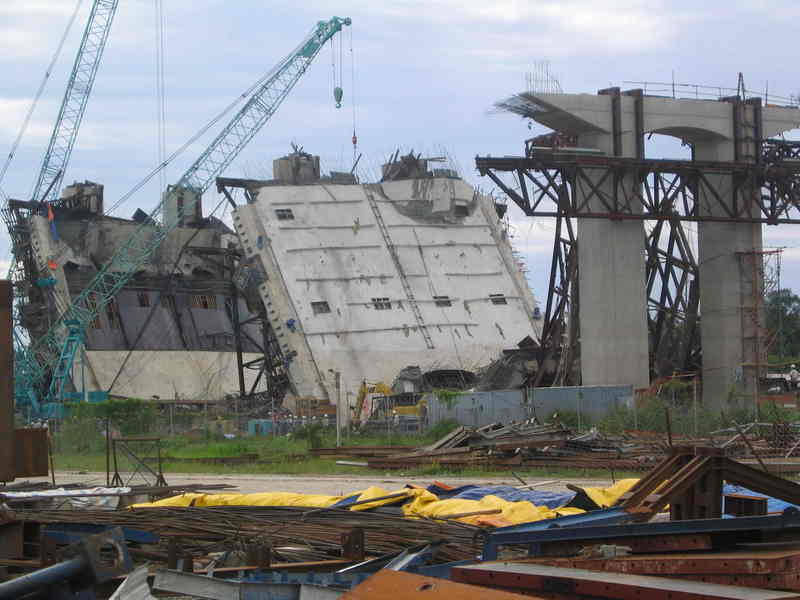
由大成建設承包施工，但在2007年發生崩塌意外的越南芹苴大桥

大成建設（日语：／ Taisei Kensetsu kabushiki gaisha）是日本一家建設公司，為日本五大綜合建設業者（大成建設、鹿島建設、清水建設、竹中工務店、大林組）之一。二戰前為大倉財閥的核心企業之一，現在則是日本五大建設企業中唯一的非同族企業。事業發跡於1873年，1946年時以創辦人大倉喜八郎的法號「大成院殿礼本超邁鶴翁大居士」而改為現名。此外，公司名稱中的「建設」一詞，是從英文「construction」翻譯而來，也是日本第一家以「建設」作為商號的建築公司。

## 沿革
- 1873年10月：大倉喜八郎成立「大倉組商會」。
- 1887年3月：有限責任日本土木會社成立。
- 1892年11月：有限責任日本土木會社解散。翌年（1893年），大倉喜八郎自行成立「大倉土木組」以繼續事業。
- 1911年11月：與株式會社大倉組合併，改組為「株式會社大倉組土木部」。
- 1917年12月：再度與株式會社大倉組分離，以200萬日圓的資本額成立「株式會社大倉土木組」。
- 1920年：改稱為「日本土木株式會社」。
- 1924年：改稱為「大倉土木株式會社」。
- 1946年1月14日：改稱為「大成建設株式會社」。
- 1988年11月：創日本建設公司之先，以「日商華大成營造工程股份有限公司台北分公司」名義在臺灣取得營造廠執照。
- 1990年4月2日：啟用現在的企業識別標誌。
- 2000年10月9日：由大成建設成立，位於埼玉超級巨蛋內的約翰·藍儂的紀念館「約翰·藍儂博物館」開幕。
- 2006年5月11日：防衛設施廳利益輸送事件（日语：防衛施設庁談合事件）中，因涉及不當投標，被國土交通省下達30日的營業停止命令。
- 2007年9月26日：大成建設、鹿島建設、新日本製鐵等日本企業聯合承包，位於湄公河上的芹苴大桥發生崩塌意外，造成54人死亡、80人受傷，成為越南史上最嚴重的工安意外。

## 主要施工

### 日本
- 明石海峽大橋（兵庫県）
- 石川縣廳舍（日语：石川県庁舎）（第二代廳舍，現：石川縣政紀念SHIINOKI迎賓館，石川縣金澤市）
- ウェスタ川越（日语：ウェスタ川越）（埼玉縣）
- ABC中心（日语：ABCセンター）（大阪市）
  - 朝日放送舊總部（遷址後便被拆卸[1]）
  - 大阪塔（已拆卸[1]）
  - The Plaza（日语：ホテルプラザ）（已拆卸[1]）
  - The Symphony Hall（大阪市）
- 室內水族館 Maxell Aqua Park（東京都）
- NHK廣播電視中心（東京都、JV案件、旧NHK千代田放送所も建設）
- Olinas（日语：オリナス）（東京都）
- 卡西歐TFT工場
- 九州國立博物館（九州地方）
- 京都鐵道博物館（京都府）
- 近畿可口可樂工場（日语：近畿コカ・コーラボトリング）千里丘物流中心
- Ginza Place（日语：銀座プレイス）（東京都）
- 新李王家邸拆卸工程（東京都）
- 神戶時尚美術館（日语：神戸ファッション美術館）（神戶市）
- THE ROPPONGI TOKYO（東京都）
- 高松地標塔（香川縣）
- 札幌巨蛋＋園境（北海道）
- 品川シーズンテラス（日语：品川シーズンテラス）（東京都）
- 松濤温泉シエスパ（日语：松濤温泉シエスパ）（已拆卸）（東京都）
- 索尼大廈（已拆卸，東京都）
- 永旺購物中心 廣島府中店（廣島縣）
- （愛知縣）
- 中部國際機場（愛知縣）
- 東海電視台總部（愛知縣）
- 東京國際論壇（東京都）
- 東京慈惠會醫科大學附屬醫院 中央楝（東京都）
- 東京晴空塔城（東京都）
- 東京地下鐵道 上野站－浅草站間（現：東京地下鐵銀座線）[2]
- 東京都廳第一廳舍（東京都、JV幹事会社）
- 東京灣跨海公路（東京都）
- 東燃化學川崎工場
- としまエコミューゼタウン（日语：としまエコミューゼタウン）（東京都）
- 則武之森（日语：ノリタケの森）（愛知縣）
- バイオエタノール燃料製造プラント
- 富士山雷射站（日语：富士山レーダー）廳舍
- The Prudential Tower（日语：プルデンシャルタワー）（東京都）
- 大倉東京酒店（日语：ホテルオークラ東京） 本館（東京都）
  - 別館（東京都、JV幹事会社）
- 新大谷飯店（東京都）
- 明治製菓小田原工場
- 夕張シューパロダム（日语：夕張シューパロダム）（北海道）
- 橫濱海灣大橋（橫濱市、JV幹事会社）
- 橫濱地標大廈＋橫濱皇后廣場（橫濱市、JV幹事会社）
- 代々木ゼミナール本部校代ゼミタワー（日语：代々木ゼミナール本部校代ゼミタワー）（東京都）
- 雷電廿六木橋（日语：雷電廿六木橋）（埼玉縣）
- WATERRASワテラス（日语：WATERRASワテラス）（東京都）
- 筑紫隧道梶原工區（福岡縣）

### 海外
- 科哈特隧道（英语：Kohat Tunnel）（巴基斯坦）
- 絆橋（柬埔寨）
- 馬累防波堤（馬爾代夫）
- 昴星團望遠鏡（美國）
- 吉隆坡國際機場（馬來西亞）
- 阿勒瑪斯大樓（阿拉伯聯合酋長國）
- 棕櫚群島海底隧道（阿拉伯聯合酋長國）
- 香港賽馬會沙田馬場（香港）
- 東角中心（香港）
- 馬爾馬拉鐵路（土耳其）
- 大平紅橋（臺灣）
- 烏山頭水庫（臺灣）
- 高屏溪斜張橋（臺灣）
- 舊宜蘭線猴硐隧道群（臺灣）
- 首爾廣場（韓國）
- 環線（新加坡）
- 內排國際機場第二客運大樓（越南）
- E02高速公路（英语：E02 expressway (Sri Lanka)）（斯里蘭卡）
- LaLaport台中（臺灣）

## 外部連結
- 大成建設官方網站（页面存档备份，存于）（日語）

1. 1 2 3  拆卸工程由竹中工務店進行。
2. ↑  地下鉄銀座線プラットホーム ： 東京都台東区[永久] 『週刊朝日「大いに成るほど〜近代化遺産編」2002年1月4日・11日合併号』 当時の大倉土木組の施工[]